# Temporada de furacões no Atlântico de 1902
A temporada de furacões no Atlântico de 1902 apresentou cinco ciclones tropicais conhecidos, três dos quais atingiram os Estados Unidos. O primeiro sistema foi inicialmente observado no noroeste do Caribe em 12 de junho. O último sistema se dissipou em 6 de novembro enquanto localizado bem a sudeste de Terra Nova e Labrador. Essas datas se enquadram no período de maior atividade de ciclones tropicais no Atlântico. Nenhum dos sistemas existia simultaneamente.
Dos cinco ciclones tropicais da temporada, três atingiram o status de furacão. No entanto, nenhum deles se transformou em grandes furacões, que são de categoria 3 ou superior na escala de ventos de furacões Saffir-Simpson dos dias modernos. Junto com 1901, esta foi a primeira vez que duas temporadas consecutivas não tiveram um grande furacão desde 1864 e 1865. Apenas uma tempestade deixou impacto significativo, que foi o segundo furacão. Trouxe inundações e ventos fortes para o Texas, resultando em danos severos em algumas áreas. Um tornado gerado pela tempestade também causou cinco mortes.
A atividade da temporada foi refletida com uma classificação de energia ciclônica acumulada (ECA) de 28, o valor mais baixo desde 1890. ECA é uma métrica usada para expressar a energia usada por um ciclone tropical durante a sua vida. Portanto, uma tempestade com maior duração terá altos valores de ECA. É calculado apenas em incrementos de seis horas em que sistemas tropicais e subtropicais específicos estão em ou acima de velocidades de vento sustentadas de 63 km/h (39 mph), que é o limite para a intensidade das tempestades tropicais. Assim, as depressões tropicais não estão incluídas aqui.

## Sistemas

### Tempestade tropical Um
Em junho, uma área de baixa pressão foi observada no oeste do Caribe. Às 12:00 UTC em 12 de junho, uma depressão tropical se desenvolveu por volta de 20 milhas (32 km) ao norte da Ilha Swan, Honduras. A depressão moveu-se para o norte-nordeste e se intensificou em uma tempestade tropical no início do dia seguinte. Mais tarde em 13 de junho, a tempestade atingiu a costa na atual província de Artemisa, em Cuba, com ventos de 45 milhas por hora (72 km/h). Depois de chegar ao Golfo do México no final de 13 de junho, o sistema continuou a se fortalecer e atingiu o pico com ventos máximos sustentados de 60 milhas por hora (97 km/h). Por volta das 23:00 UTC, atingiu a costa perto de Steinhatchee, Flórida, na mesma intensidade.
Depois de se mover para o interior, a tempestade moveu-se para nordeste e enfraqueceu lentamente. Por volta do meio-dia de 16 de junho, o sistema tornou-se extratropical no sudeste da Virgínia e depois acelerou para o nordeste, antes de se dissipar perto da Ilha Anticosti, Quebec, no final do dia seguinte. Alguns locais na Flórida observaram ventos com força de tempestade tropical. Na Virgínia, o vapor Falcon afundou a 3.2 km (2 mi) a sudeste do Cabo Falso. Em 16 de junho, as cidades de Fredericksburg e New Canton estabeleceram recordes de precipitação de 24 horas para o mês de junho, com 88 mm (3.45 in) e 94 mm (3.7 in) observados, respectivamente. Foi encerrada uma estiagem na região, que beneficiou principalmente as lavouras de tabaco.
O segundo ciclone tropical observado da temporada desenvolveu-se sobre Chiapas às 00:00 UTC em 21 de junho. Inicialmente uma depressão tropical, o sistema moveu-se lentamente para noroeste e alcançou o Golfo do México no início do dia seguinte. Por volta das 12:00 UTC em 23 de junho, tornou-se uma tempestade tropical. Ao fazer uma curva para norte-noroeste, a tempestade se intensificou para um furacão às 00:00 UTC em 26 de junho. Seis horas depois, o furacão atingiu a sua velocidade máxima de vento sustentada de 130 km/h (80 mph). No entanto, começou a enfraquecer caindo para o status de tempestade tropical no final de 26 de junho. Às 21:00 UTC naquele dia, a tempestade atingiu a costa perto de Corpus Christi, Texas, com ventos de 110 km/h (70 mph). Depois de se mover para o interior, o sistema enfraqueceu rapidamente e tornou-se extratropical em Oklahoma ao meio-dia de 28 de junho. Os remanescentes moveram-se rapidamente para o nordeste antes de se dissipar na Pensilvânia no dia seguinte.

### Furacão Dois
O segundo ciclone tropical observado da temporada desenvolveu-se sobre Chiapas às 00: 00 UTC em 21 de junho. Inicialmente uma depressão tropical, o sistema moveu-se lentamente para noroeste e atingiu o Golfo do México no início do dia seguinte. Por volta das 12:00 UTC de 23 de junho, tornou-se uma tempestade tropical. Ao curvar-se para norte-noroeste, a tempestade intensificou-se em furacão às 00:00 UTC de 26 de junho. Seis horas depois, o furacão atingiu a sua velocidade máxima sustentada do vento de 130 km/h (80 mph). No entanto, em seguida, começou a enfraquecer a queda para o status de tempestade tropical no final de 26 de junho. Às 21: 00 UTC daquele dia, a tempestade atingiu a costa perto de Corpus Christi, Texas, com ventos de 110 km/h (70 mph). Depois de se mudar para o interior, o sistema enfraqueceu rapidamente e tornou-se extratropical em Oklahoma, ao meio-dia de 28 de junho. Os remanescentes moveram-se rapidamente para nordeste antes de se dissiparem sobre a Pensilvânia no dia seguinte.
Houve uma seca no Texas nas seis semanas anteriores. Assim, as chuvas produzidas por esta tempestade foram benéficas para o algodão e o arroz. No entanto, talos de milho murchos foram facilmente derrubados pelo vento. Além disso, fortes precipitações em algumas áreas resultaram em inundações. O maior total de chuva em 24 horas foi de 14,22 polegadas (361 mm) em Nacogdoches, estabelecendo um recorde diário de chuva para junho. Isso aumentou os riachos Lanana e Bonita. Todas as pontes foram varridas e a comunicação foi cortada, enquanto o lado sul da cidade estava debaixo d'água. Em Galveston, 141 mm (5.54 in) de chuva caiu em 27 de junho, estabelecendo um recorde diário de chuva. acima de 150 mm (6 in) caiu em La Porte, arruinando mais de 91,000 kg (200,000 lb) de feno a oeste da cidade. Ponto de Morgan estava 0.91 m (3 ft) debaixo d'água. Nos condados de Gregg e Harrison, fortes chuvas destruíram as ferrovias do Texas e do Pacífico. As inundações também ocorreram na parte superior da bacia de Sabine.
Ventos fortes também atingiram partes do estado, com rajadas de até 65 mph (105 km/h) em Galveston. Um trem de carga saiu dos trilhos em East Bernard, no condado de Wharton. Um tornado moveu-se para o nordeste através de Krasna, perto de Wallis, matando cinco pessoas. Em El Campo, frutas caíram das árvores. Moinhos de vento e chaminés foram destruídos em Edna, enquanto em Ganado e Louise, alpendres e celeiros foram destruídos. Em Houston, as árvores foram arrancadas e as dependências destruídas pelo vendaval. Fios elétricos foram derrubados. Árvores foram arrancadas e danos às plantações de sorgo foram relatados no condado de Lavaca. Os restos da tempestade produziram fortes chuvas no Missouri e tornados em Indiana. A tempestade nas Grandes Planícies gerou um vento leste frio e úmido que causou temperaturas mais frias do que o normal em Nebraska e uma rara tempestade de neve no final de junho em Denver, Colorado ; até 200 mm (8 in) foi observada.

### Furacão Três
Uma tempestade tropical foi observada pela primeira vez às 06:00 UTC em 16 de setembro, enquanto localizado cerca de 1,030 km (640 mi) a sudoeste de Cabo Verde, na latitude mais meridional de qualquer ciclone com força de tempestade tropical registrado no Atlântico Norte. A tempestade dirigiu-se para oeste-noroeste por alguns dias e lentamente se fortaleceu. No final de 19 de setembro, acelerou e começou a fazer uma curva para noroeste. Às 00:00 UTC no dia seguinte, a tempestade se fortaleceu em um furacão de categoria 1 na atual escala de ventos de furacões Saffir-Simpson. Mais tarde em 20 de setembro, o furacão fez uma curva para o norte e depois para o nordeste. Aprofundamento adicional ocorreu, com a tempestade se tornando um furacão de categoria 2 no início do dia seguinte.
Em 21 de setembro, o sistema atingiu o pico com ventos sustentados de 160 km/h (100 mph). Um navio que encontrou a tempestade e observou uma pressão barométrica de 981 mbar (29.0 inHg). A tempestade começou a enfraquecer em 22 de setembro e caiu para a intensidade de Categoria 1. Várias horas depois, tornou-se extratropical quando localizado a cerca de 1,300 km (810 mi) a oeste-sudoeste da Ilha das Flores nos Açores. Os restos desta tempestade continuaram para nordeste e enfraqueceram, até se dissipar cerca de 1,300 km (800 mi) a sudeste de Cabo Farewell, Gronelândia, em 25 de setembro.

### Furacão Quatro
Uma depressão tropical se desenvolveu no Oceano Pacífico quando localizada a cerca de 165 km oeste-sudoeste de Tapachula, Chiapas, em 3 de outubro. A depressão moveu-se lentamente para o norte-noroeste e atingiu uma área rural do sudeste de Oaxaca no início do dia seguinte. Em 5 de outubro, o sistema atingiu o Golfo do México e logo se intensificou em uma tempestade tropical. Depois disso, curvou-se para leste-nordeste e se fortaleceu em um furacão de categoria 1 até 6 de outubro. No início do dia seguinte, a tempestade tornou-se um furacão categoria 2 de pico com ventos máximos sustentados de 169 km/h (105 mph) e uma pressão barométrica mínima de 970 mbar (29 inHg).
No entanto, em 9 de outubro, o furacão enfraqueceu para a categoria 1. Por volta das 06:00 UTC no dia seguinte, o sistema enfraqueceu ainda mais para uma tempestade tropical. Mais tarde em 10 de outubro às 21:00 UTC, fez outro landfall perto de Pensacola, Flórida, com ventos de 60 mph (97 km/h). A tempestade enfraqueceu rapidamente para o interior e tornou-se extratropical no início de 11 de outubro. Os remanescentes aceleraram enquanto se moviam pelo sudeste dos Estados Unidos e finalmente emergiram no Oceano Atlântico, antes de se dissiparem ao sul do Canadá Atlântico em 13 de outubro. Alguns danos foram relatados em Tabasco devido a vendavais. Ao longo da costa leste do Golfo dos Estados Unidos, ventos fortes foram observados.

### Tempestade tropical Cinco
A tempestade final se desenvolveu ao norte de Porto Rico às 00:00 UTC em 1 de novembro como uma depressão tropical. Inicialmente, dirigiu-se para noroeste, mas voltou a curvar-se para nordeste cerca de seis horas depois. Ao meio-dia de 1 de novembro, a depressão se fortaleceu em uma tempestade tropical. A tempestade continuou a se intensificar e atingiu o pico com ventos sustentados de 110 km/h (70 mph) no início de 3 de novembro. Naquela época, um navio observou uma pressão barométrica de 993 millibars (29 inHg), possivelmente sugerindo intensidade de furacão. Mais tarde em 5 de novembro, a tempestade começou a se dirigir mais para o leste e enfraqueceu. Às 06:00 UTC no dia seguinte, enfraqueceu para uma depressão tropical e se dissipou várias horas depois, enquanto estava localizado a cerca de 760 milhas (1 200 km) ao sudeste de Cape Race, Newfoundland.

## Efeitos sazonais
Esta é uma tabela de todas as tempestades que se formaram na temporada de furacões no Atlântico de 1902. Inclui sua duração, nomes, landfall(s) – denotados por nomes de locais em negrito – danos e totais de morte. As mortes entre parênteses são adicionais e indiretas (um exemplo de morte indireta seria um acidente de trânsito), mas ainda estavam relacionadas àquela tempestade. Danos e mortes incluem totais enquanto a tempestade era extratropical, uma onda ou uma baixa, e todos os números de danos estão em 1902 USD.

| Escala de Furacões de Saffir-Simpson |    |    |   |   |   |   |   |
| DT                                   | TS | TT | 1 | 2 | 3 | 4 | 5 |

| Um                    | 12 de junho–16              | Tempestade tropical | 95 (60)   | 997 | Cuba, Costa Leste dos Estados Unidos (Flórida), Províncias atlânticas do Canadá     | Menor        | Nenhum |       |
| Dois                  | 21 de junho–28              | Furacão categoria 1 | 130 (80)  | 995 | México, Grandes Planícies (Texas), Região Centro-Oeste dos Estados Unidos           | Desconhecido | 5      | [ 5 ] |
| Three                 | 16 de setembro–22           | Furacão categoria 2 | 155 (100) | 981 | Nenhum                                                                              | Nenhum       | Nenhum |       |
| Quatro                | 3 de outubro–11             | Furacão categoria 2 | 165 (105) | 970 | Mexico, Costa do Golfo dos Estados Unidos (Flórida), Costa Leste dos Estados Unidos | Menor        | Nenhum |       |
| Cinco                 | 1 de novembro–6             | Tempestade tropical | 110 (70)  | 993 | Nenhum                                                                              | Nenhum       | Nenhum |       |
| Agregado da temporada |                             |                     |           |     |                                                                                     |              |        |       |
| 5 sistemas            | 12 de junho – 6 de dezembro |                     | 165 (105) | 970 |                                                                                     | Desconhecido | 5      |       |